# Chris Carter (baseballista)
Vernon Christopher Carter (ur. 18 grudnia 1986) – amerykański baseballista występujący na pozycji pierwszobazowego i zapolowego w organizacji Oakland Athletics.

## Przebieg kariery
W czerwcu 2005 został wybrany w 15. rundzie draftu przez Chicago White Sox, ale grał jedynie w  klubach farmerskich tego zespołu. 3 grudnia 2007 został oddany do Arizona Diamondbacks, zaś dziewięć dni później w ramach wymiany zawodników przeszedł do Oakland Athletics. Po występach w niższych ligach, początkowo w zespole Midland RockHounds z 
Double-A, 9 sierpnia 2010 zaliczył debiut w MLB  w meczu przeciwko Seattle Mariners na lewym zapolu. 22 sierpnia 2010 w meczu z Chicago White Sox zdobył pierwszego home runa w MLB. W latach 2010–2012 grał głównie w Sacramento River Cats z Triple-A.
W lutym 2013 w ramach wymiany zawodników przeszedł do Houston Astros. W sezonie 2014 pobił rekord kariery zdobywając 37 home runów i zaliczając 88 RBI. 6 stycznia 2016 jako wolny agent podpisał roczny kontrakt z Milwaukee Brewers.
W lutym 2017 związał się roczną umową z New York Yankees, jednak 11 lipca 2017 został zwolniony z kontraktu. Tydzień później podpisał niegwarantowany kontrakt z Oakland Athletics.